# Rich the Kid

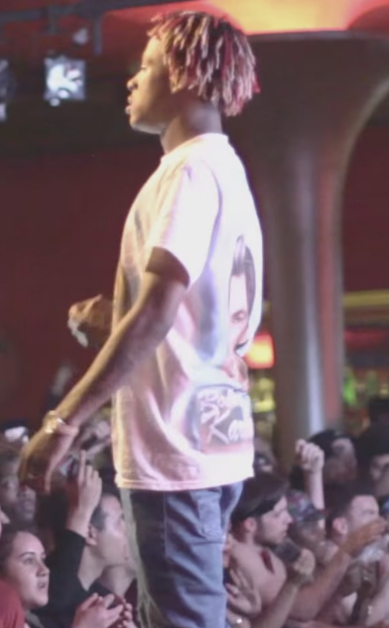
Rich The Kid (2016)

Rich the Kid, właśc. Dimitri Leslie Roger (ur. 13 lipca 1992 w Nowym Jorku) – amerykański raper. Zakontraktowany w Rostrum Records, wydał swój debiutancki album studyjny, The World Is Yours, 30 marca 2018 roku. Jego drugi album studyjny, The World Is Yours 2, został wydany 22 marca 2019 roku, a jego trzeci album studyjny, Boss Man, 13 marca 2020 r. Jest też założycielem i prezesem wytwórni Rich Forever Music.

## Wczesne życie
Roger urodził się w Queens w Nowym Jorku 13 lipca 1992 r. Pochodzi z Haiti i dorastał wychowując się w haitańskiej kulturze, mówi płynnie w języku kreolskim haitańskim. Gdy miał 13 lat jego rodzice rozwiedli się, po rozwodzie Roger przeniósł się z matką do College Park w stanie Georgia.
Rich the Kid dorastał słuchając: Nasa, Jaya-Z, 2Paca, Notoriousa B.I.G. i 50 Centa, w dalszym okresie swojego życia zaczął słuchać T.I. i Young Jeezy. Jego pierwszym artystycznym pseudonimem był Black Boy Da Kid, ale później zmienił go na Rich the Kid. Uczęszczał do Elmont Memorial Junior School oraz do Senior High School w Elmont w stanie Nowy Jork.

## Kariera
W 2013 roku wydał swój debiutancki solowy mixtape, Been About the Benjamins, jeszcze w tym samym roku wydał serię wspólnych mixtape'ów z Migos o nazwie Streets On Lock (część 1 i 2), 3 część została wydana w 2014 roku a 4 w 2015 roku. Jego drugi solowy mixtape zatytułowany Feels Good 2 Be Rich został wydany w sierpniu 2014 roku i zawierał gościnne występy artystów; Migos, Young Thug, Kirko Bangz, Rockie Fresh, Stalley, Soulja Boy, RiFF RaFF, Jeremih, K Camp, Young Dolph, Yo Gotti, French Montana, Chinx i Kodak Black. W listopadzie 2014 roku Rich the Kid wydał singel „On My Way” wraz z raperami z ekipy GS9, Bobbym Shmurdą i Rowdym Rebelem. W grudniu 2014 roku wydał swój trzeci mixtape Rich Than Famous, na którym znaleźli się: YG, Migos, Bobby Shmurda, Rowdy Rebel, Gucci Mane, Johnny Cinco i PeeWee Longway.
Pierwszym wydawnictwem Rich the Kida w 2015 roku był wspólny mixtape zatytułowany Still On Lock z Migos. W sierpniu 2015 wydał Flexin' on Purpose. 14-ścieżkowy projekt; zawierał utwory nagrane z: Master P, Young Dolph, Ty Dolla $ign, Fetty Wap i Rich Homie Quan. W październiku 2015 wydał Streets On Lock 4 z Migos, na albumie gościnnie ukazali się; Jose Guapo, Skippa Da Flippy, Hoodrich Pablo Juan, Lil Duke, 2 Chainz, Jeezy, Waka Flocka, Young Dolph, PeeWee Longway, Mango Foo, Slim Jxmmi, iLoveMakonnen, Tray1, Migo Domingo, Migo Jerz, YRN Lingo i Young Greatness. Rich the Kid i iLoveMakonnen wydali razem projekt w Święto Dziękczynienia, 26 listopada 2015 r.; Whip It, zawierający 8 utworów, z gościnnymi zwrotkami od; Rome Fortune, Migos, T-Wayne i Key!. W następnym miesiącu Roger wydał projekt Dabbin' Fever, specjalnie w Wigilię 2015 roku, na krążku gościnnie ukazali się tacy artyści jak: Wiz Khalifa, Migos, Skippa Da Flippy, 21 Savage, ManMan Savage, Jose Guapo, Playboi Carti, Kodak Black i Curren$y. Wydał swój kolejny mixtape Trap Talk w kwietniu 2016 roku, na którym wystąpili gościnnie, 21 Savage, Ty Dolla $ign, Playboi Carti, Kodak Black, Migos, Famous Dex i PartyNextDoor. W październiku 2016 roku wydał mixtape Keep Flexin', na którym znaleźli się gościnnie: Desiigner, Migos, Famous Dex, Jeremih, Young Thug i Playboi Carti. W maju 2017 roku współpracował jako wokalista z producentem Diplo przy piosence „Bankroll”, w której występują również Rich Brian i Young Thug (w utworze pierwotnie występował Justin Bieber zamiast Richa Briana).
9 czerwca 2017 roku Rich the Kid ogłosił, że podpisał kontrakt z Interscope Records. W wywiadzie dla XXL Roger opowiedział więcej na temat podpisania kontraktu z Interscope.

Rozmawiałem z różnymi wytwórniami, Columbia, RCA, Epic, postanowiłem nie podpisywać kontraktu z Epic nawet po tym, jak L.A. Reid zaoferował mi szaloną ofertę. Senior Vice President A&R w Interscope Manny Smith i Interscope CEO John Janick rozumieli mnie i moją wizję, a także mojej wytwórni. Interscope dał mi możliwość całkowitego przejęcia branży [muzycznej] i to właśnie zamierzam zrobić.

Rich the Kid wydał singel „New Freezer” z udziałem Kendricka Lamara 26 września 2017 roku. Piosenka uzyskała status platyny 27 marca 2018 r. w USA. Jego debiutancki album studyjny, The World Is Yours, został wydany 30 marca 2018 roku i zawierał gościnne występy takich artystów jak: Lil Wayne, Swae Lee, Quavo, Offset, Trippie Redd, Khalid, Kendrick Lamar, Rick Ross, Future, Jay Critch i Chris Brown. Drugi singel z albumu „Plug Walk” osiągnął 13. miejsce na liście Billboard Hot 100. Jego drugi album, The World Is Yours 2, został wydany rok później, 22 marca 2019 roku. Zadebiutował na czwartym miejscu na Billboard 200, był to jego drugi album z top 10 w USA. 6 grudnia 2019 roku ogłoszono, że Rich the Kid opuścił Interscope Records i podpisał kontrakt z Republic Records, wciąż pozostając pod dystrybucją UMG. Jego trzeci album Boss Man został wydany 13 marca 2020 roku. Następnie podpisał kontrakt z wytwórnią Empire Distribution i wydał z nią swój pierwszy projekt, Nobody Safe, wspólny mixtape z YoungBoy Never Broke Again.
14 kwietnia 2021 Rich the Kid podpisał wielomilionową umowę z Rostrum Records.
1 października 2021 r. Rich wydał projekt Trust Fund Babies, mixtape stworzony wspólnie z Lilem Wayne’em.

## Życie prywatne
Roger był żonaty z Antonette Willis i ma z nią dwoje dzieci. W marcu 2018 r. Willis złożyła pozew o rozwód, domagając się pełnej opieki nad dziećmi, jednocześnie dając raperowi prawa do odwiedzin. Willis oskarżyła Rogera o zdradzenie jej z modelką znaną jako Blac Chyną i influencerką Indią Love. Willis twierdziła również, że Rich the Kid znęcał się nad nią i zmuszał ją do regularnych aborcji, mówiąc o tym dodała, że powszechne jest wzywanie policji do ich miejsca zamieszkania w związku z przemocą domową.
Rich the Kid potem zaczął spotykać się z modelką Tori Hughes (zawodowo znaną jako Tori Brixx). 15 czerwca 2018 r. Roger trafił do szpitala po napadzie na dom jego przyjaciela. Według policyjnego raportu, kilku mężczyzn weszło do domu z bronią palną i zażądało pieniędzy. Kiedy Rich The Kid próbował się z nimi skonfrontować, został pobity, a mężczyźni uciekli ze „znaczną” ilością pieniędzy i biżuterii. 29 grudnia 2018 r. Rich miał wypadek samochodowy w Calabasas w Kalifornii. Dimitri stracił kontrolę nad pojazdem i spadł ze swojego Polaris RZR i poważnie uszkodził rękę. Niedługo potem został przewieziony do szpitala. W lutym 2019 został okradziony i postrzelony przed Westlake Recording Studio w West Hollywood w Kalifornii.

## Dyskografia
- The World Is Yours (2018)
- The World Is Yours 2 (2019)
- Boss Man (2020)